# PewDiePie
PewDiePie, pe numele real Felix Arvid Ulf Kjellberg(n. 24 octombrie 1989), este un youtuber suedez, în trecut primul youtuber după numărul de abonați al cărui canal nu era deținut de o corporație. Canalul său avea, în octombrie 2012, cea mai rapidă creștere de abonați pe YouTube.

## Biografie
Kjellberg s-a născut și a crescut în Göteborg, Suedia. Părinții acestuia sunt Lotta Kristine Johanna (născută Hellstrand, în 7 mai 1958) și Ulf Christian Kjellberg (născut în 8 ianuarie 1957). Felix are o soră, Fanny Kjellberg. Mama sa a fost numită CIO-ul anului 2010 în Suedia. Tatăl său este, de asemenea, un director executiv.
La începuturile educației lui școlare, el era pasionat de artă și a detaliat că îi plăcea să deseneze personaje din jocuri video precum Mario și Sonic the Hedgehog, la fel și să joace jocuri video pe consola sa Super Nintendo. În timpul liceului, el sărea peste orele de la școală pentru a juca jocuri video cu prietenii la un internet-café. În anul 2008, a absolvit Göteborg Högre Samskola, apoi a urmat cursurile Universității de Tehnologie Chalmers pentru a obține o diplomă în economie industrială și management tehnologic, dar a părăsit universitatea în 2011. Asupra deciziei lui, Kjellberg a declarat: "Gândindu-mă acum, a fost absolut absurd. Pentru a intra la Universitatea Chalmers pentru economia industrială, era nevoie să ai 10 pe linie, dar cumva am fost mai fericit să vând hotdogi și să-mi fac propriile videoclipuri despre gaming”. Deși motivul lui de a părăsi Universitatea Chalmers a fost adesea confundat cu dorința de a se concentra pe cariera sa de pe YouTube, în 2017, Kjellberg a clarificat faptul că a plecat din cauza lipsei de interes față de cursurile pe care le urma, considerând ideea de a lăsa universitatea pentru o carieră pe YouTube ca fiind una "foarte proastă".
Kjellberg a discutat, de asemenea, despre plăcerea de a lucra în Photoshop, dorind să lucreze la arta manipulării foto folosind Adobe Photoshop în loc să participe la cursurile universității. Urmându-și pasiunea, el a participat la concursuri Photoshop și aproape a câștigat un internship la o agenție de publicitate scandinavă. El era încă de pe atunci interesat în crearea de conținut pe YouTube, iar după ce nu a câștigat internshipul, a început să vândă printuri în ediție limitată ale imaginilor sale lucrate pe Photoshop cu scopul de a achiziționa un calculator pentru a putea lucra ulterior la videoclipurile pentru YouTube.

### Cariera pe YouTube
Kjellberg a creat canalul de YouTube "PewDiePie" în aprilie 2009. În 2012, canalul a început să crească și în cele din urmă a ajuns la 1 milion de abonați în 11 iulie, și 2 milioane de abonați în septembrie 2012. În februarie 2012, Kjellberg a candidat pentru "King of the Web", un concurs online. Prima încercare a fost un eșec, deoarece a pierdut titlul de ansamblu. Cu toate acestea, Kjellberg a învins la "Gaming King of the Web" și a donat toate câștigurile la World Wildlife Fund. Kjellberg a vorbit, de asemenea, la Conferința Nonick din 2012. În octombrie 2012, OpenSlate i-a clasat canalul pe #1 prin termenii "SlateScore".
În aprilie 2013, canalul lui Kjellberg a crescut până la 6 milioane de abonați, potrivit rapoartelor New York Times. Kjellberg a câștigat mai târziu premiul "Most Popular Social Show", concurând împotriva lui Jenna Marbles, Smosh și Toby Turner. A fost la fel premiat la "Starcount Social Stars Awards" găzduit de Singapore, în mai 2013. A fost de asemenea nominalizat pentru cel mai popular joc în timpul transmisiunii directe. În 8 decembrie 2016, Kjellberg a atins suma de 50 de milioane de abonați pe YouTube.
În anii 2018 și 2019 a avut loc o întrecere a canalelor de youtube PewDiePie și T-Series provocată de fani. Linia de finiș era reprezentată de suma de 100 de milioane de abonați. T-Series a fost primul canal cu suma de 100 de milioane de abonați. În final, în data de 25 august 2019, Felix Kjellberg a ajuns la 100 de milioane de abonați (ora 03:01 am UK).
Într-un videoclip publicat în data de 9 mai 2022, Felix a anunțat oficial că acesta împreună cu Marzia și cei doi pugs s-au mutat oficial în Japonia.

## Viață personală
În 2011 Marzia Bisognin, viitoarea prietenă a lui Felix, începe să îi scrie acestuia după ce i-a văzut videoclip-urile, care i s-au părut amuzante. Felix o vizitează pe Marzia în Italia, după care se mută împreună în Suedia. Din anul 2013, aceștia locuiesc împreună în Brighton, Marea Britanie. Pe data de 27 aprilie 2018, aflați într-o excursie în Japonia, Felix a cerut-o în căsătorie pe Marzia, iar aceasta a acceptat.

## Premii
| An   | Premierea                    | Categorie                | Rezultat | Recipient       | Ref.   |
| ---- | ---------------------------- | ------------------------ | -------- | --------------- | ------ |
| 2013 | Starcount Social Star Awards | Most Popular Social Show | Câștigat | PewDiePie       | [ 14 ] |
| 2013 | Starcount Social Star Awards | Sweden Social Star Award | Câștigat | PewDiePie       | [ 15 ] |
| 2013 | Shorty Awards                | #Gaming                  | Câștigat | PewDiePie (tie) | [ 17 ] |
| 2014 | Teen Choice Awards           | Web Star: Gaming         | Câștigat | PewDiePie       | [ 18 ] |